# Stars and Stripes Forever
Stars and Stripes Forever, anche conosciuta come The Stars and Stripes Forever (conosciuta in Italia come "Stelle e Strisce") è una marcia militare statunitense patriottica che richiama appunto alla bandiera degli Stati Uniti d'America. Composta da John Philip Sousa, secondo un atto del Congresso rappresenta la marcia nazionale ufficiale della Federazione.